# Kalila wa-Dimna

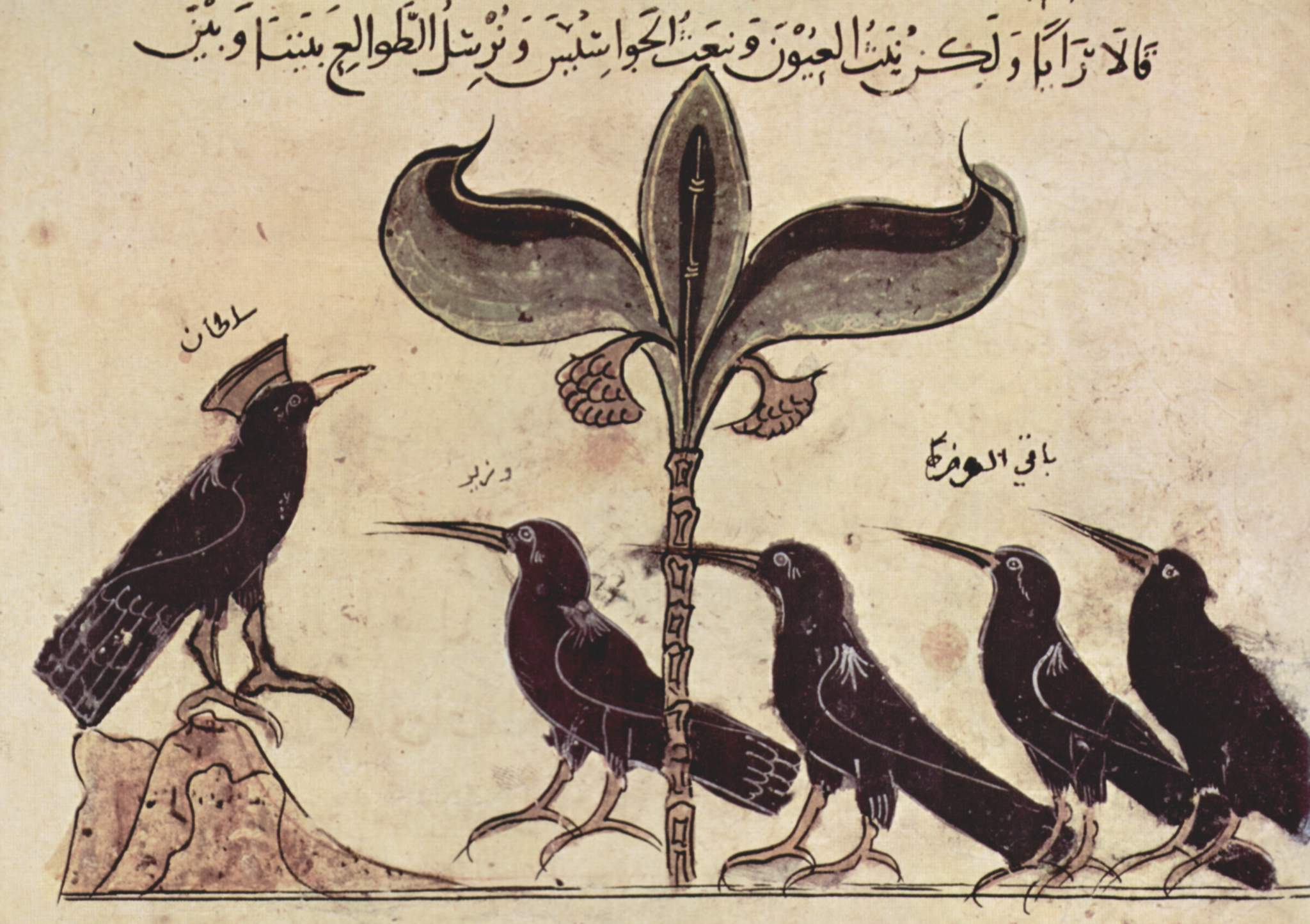
Página de la versión árabe del Kalila wa-Dimna, fechada en 1210, que representa al rey de los cuervos consultando con sus asesores políticos.

*Kalila wa-Dimna* (en árabe كليلة ودمنة, "Kalila y Dimna") es una obra literaria indopersa que es una adaptación de una famosa colección india de fábulas de animales conocida como *Panchatantra*. El texto más antiguo conocido del *Panchatantra*, escrito en verso y prosa en sánscrito, data aproximadamente del año 200, aunque se cree que las fábulas en sí son mucho más antiguas. El autor de este antiguo texto es desconocido. Sin embargo, algunas fuentes sugieren que la versión árabe podría haber sido creada por el traductor Ibn al-Muqaffa', quien habría inventado la historia de la traducción para protegerse del gobernador de su época,  las fábulas como una forma velada de crítica hacia el gobernante.

## Historia
En el siglo VI, durante la Persia sasánida, el rey Cosroes I tuvo noticias del libro, por lo que ordenó al médico Burzoe que viajara a la India, copiara el libro y lo tradujera del sánscrito al persa. En el siglo VIII, el persa zoroastriano, convertido al islam, Ibn al-Muqaffa tradujo el material indoiranio al árabe, durante el dominio abasí. Es de notar que, con el tiempo, se perdieron tanto la versión india como la persa, por lo que la adaptación de Ibn al-Muqaffa fue la que ha sobrevivido, logrando que se difundiera a partir de ella a diferentes culturas e idiomas.
En 1251, Alfonso X de Castilla, entonces príncipe heredero, hizo que se hiciera una traducción al español antiguo, bajo el título de Calila e Dimna.

## Contenido
Kalila wa-Dimna, en su origen, es una obra sapiencial, espejo de príncipes indios cuyo título proviene del nombre de dos chacales, donde se narran cuentos (mayormente fábulas). Una gran parte de los cuentos narrados tienen que ver con estos dos personajes.
La introducción del libro dice que el erudito indio Bedba lo escribió para Debshleem, rey de la India. El autor utilizó como personajes principales a animales y pájaros, referidos principalmente a conductas de humanos. Las fábulas abarcan varios temas, entre los que destaca la relación entre el rey y su pueblo. Además, incluyen una serie de aforismos y exempla. 
El libro consta de quince capítulos que contienen una gran cantidad de fábulas cuyos héroes son animales. Uno de los personajes animales notables que incluye el libro es el león, que desempeña el papel de rey, y su sirviente, el buey Shetrebah, además de los dos chacales, Kalila y Dimma. Incluye también otros cuatro capítulos que aparecieron en las primeras páginas del libro: capítulo de introducción, capítulo de la delegación de Burzoe a la India, capítulo de introducción del libro traducido por Ibn al-Muqaffa y capítulo de Burzoe traducido por Bazrgamhr ibn al-Bajtakán. 
Kalila y Dimma está considerada una obra maestra de la literatura árabe y universal, siendo uno de los libros más populares y fundamentales jamás escritos. Forma parte de la actual cultura popular árabe y sigue siendo muy leído en el mundo árabe y en casi todas partes en más de 100 idiomas. 
El fabulista francés La Fontaine reconocía su deuda con Kalila y Dimna. En el prefacio de su segunda colección de sus famosas Fábulas decía: 'Debo reconocer que le debo la mayor parte al sabio indio Pilpay...', uno de los personajes del libro. También se la encuentra en varias representaciones teatrales y en dibujos animados.